# Летов Š-13
Летов Š-13 (чеш. Letov Š-13) је чехословачки ловачки авион. Први лет авиона је извршен 1924. године. 

Највећа брзина авиона при хоризонталном лету је износила 230 km/h.
Распон крила авиона је био 8,00 метара, а дужина трупа 6,97 метара. Празан авион је имао масу од 790 килограма. Нормална полетна маса износила је око 1166 килограма. Био је наоружан са 2 предња митраљеза Луис калибра 7,7 мм.

## Наоружање
| Наоружање авиона: Летов        |     |
| Ватрено (стрељачко) наоружање  |     |
| Топ                            |     |
| Митраљез                       |     |
| Број и ознака митраљеза        | 2   |
| Калибар                        | 7,7 |
| Бомбардерско наоружање (бомбе) |     |
| Ракетно наоружање (ракете)     |     |